# Cneo Servilio Cepión (cónsul 169 a. C.)
Cneo o Gneo Servilio Cepión  magistrado romano, hijo del cónsul del año 203 a. C. Cneo Servilio Cepión.

## Carrera política
Fue edil curul en el año 179 a. C. donde celebró los juegos romanos de nuevo, a causa de los prodigios que se habían producido; y fue elegido pretor en 174 a. C. recibiendo la provincia de Hispania Ulterior.
A su regreso a Italia, fue uno de los embajadores enviados a Macedonia para romper la alianza con el rey Perseo de Macedonia.
Fue cónsul en 169 a. C. con Quinto Marcio Filipo y permaneció en Italia mientras su colega obtuvo Macedonia como su provincia.